# Zrinka Cvitešić
Zrinka Cvitešić (Karlovac, 18 de julio de 1979) es una actriz croata de teatro, cine, radio y televisión.
Miembro del Teatro nacional de Croacia y egresada del Academia de Arte Dramático de la Universidad de Zagreb y la Escuela de música de Karlovac, ha recibido diversos reconocimientos en el ámbito teatral, entre ellos el Premio Laurence Olivier en la categoría mejor actriz en un musical por su rol de Girl en la obra Once estrenada en el Phoenix Theatre en el año 2014.
En cine, recibió el premio a la mejor actriz por su papel en Što je muškarac bez brkova? en el Festival de Cine de Pula y en el Festival de Cine de Sarajevo en 2006, mientras que por su trabajo en la película Na putu recibió el Golden Arena al mejor rol femenino del Festival de Cine de Pula en 2010 y una nominación a los Premios del Cine Europeo a la mejor actriz europea.

## Premios y nominaciones
| Año  | Premio                         | Categoría                      | Trabajo                     | Resultado | refs  |
| ---- | ------------------------------ | ------------------------------ | --------------------------- | --------- | ----- |
| 2006 | Festival de Cine de Pula       | Golden Arena a la mejor actriz | Što je muškarac bez brkova? | Ganadora  | [ 2 ] |
| 2006 | Festival de Cine de Sarajevo   | Mejor actriz                   | Što je muškarac bez brkova? | Ganadora  | [ 2 ] |
| 2006 | Premio Mila Dimitrijević       | Mejor actriz                   | Tri sestre                  | Ganadora  | [ 2 ] |
| 2010 | Festival de Cine de Pula       | Golden Arena a la mejor actriz | Na putu                     | Ganadora  | [ 4 ] |
| 2010 | Premios del Cine Europeo       | Mejor actriz europea           | Na putu                     | Nominada  | [ 5 ] |
| 2010 | Festival de cine de Alejandría | Mejor actriz                   | Na putu                     | Ganadora  | [ 6 ] |
| 2010 | Premio Zlatni smijeh           | Mejor actriz                   | Građanin plemić             | Ganadora  | [ 4 ] |
| 2013 | Premio Broadway World UK       | Mejor actriz en un musical     | Once                        | Ganadora  | [ 7 ] |
| 2014 | Premio Laurence Olivier        | Mejor actriz en un musical     | Once                        | Ganadora  | [ 1 ] |